# Astragalus zahlbruckneri
Astragalus zahlbruckneri är en ärtväxtart som beskrevs av Hand.-mazz. Astragalus zahlbruckneri ingår i släktet vedlar, och familjen ärtväxter. Inga underarter finns listade i Catalogue of Life.